# Let's Stick Together
Let's Stick Together je třetí sólové studiové album anglického zpěváka Bryana Ferryho. Vydáno bylo v září roku 1976 společností E.G. Records. Jde o Ferryho první desku, která vyšla po rozpadu jeho domovské kapely Roxy Music, k němuž došlo rovněž v roce 1976. Spolu s Ferrym desku produkoval Chris Thomas. Dále se na albu podíleli například Chris Spedding, Mel Collins a Morris Pert. Deska obsahuje převážně coververze, dále také nové verze písní kapely Roxy Music.

## Seznam skladeb
1. Let's Stick Together – 3:00
2. Casanova – 2:45
3. Sea Breezes – 6:10
4. Shame, Shame, Shame – 3:15
5. 2HB – 3:50
6. The Price of Love – 3:25
7. Chance Meeting – 3:35
8. It's Only Love – 3:45
9. You Go to My Head – 2:50
10. Re-Make/Re-Model – 2:40
11. Heart on My Sleeve – 3:30

## Obsazení
- Bryan Ferry – zpěv, klávesy, harmonika
- Chris Spedding – kytara
- Paul Thompson – bicí
- John Wetton – baskytara
- Chris Mercer – tenorsaxofon
- Mel Collins – sopránsaxofon
- Martin Drover – trubka
- Eddie Jobson – housle, syntezátor
- Morris Pert – perkuse
- John Gustafson – baskytara
- Rick Wills – baskytara
- John Porter – baskytara
- Phil Manzanera – kytara
- David O'List – kytara
- Neil Hubbard – kytara
- Ann O'Dell – aranžmá smyčců
- Jackie Sullivan – doprovodné vokály
- Helen Chappelle – doprovodné vokály
- Paddie McHugh – doprovodné vokály
- Doreen Chanter – doprovodné vokály
- Vicki Brown – doprovodné vokály
- Martha Walker – doprovodné vokály